# The Realness
Albums de Cormega
The True Meaning
(2002)
Singles
1. You Don't Want It
Sortie : 2000
2. Get Out My Way
Sortie : 25 septembre 2001

The Realness est le premier album studio de Cormega, sorti le 24 juillet 2001.
L'album s'est classé 1er au Heatseekers, 4e au Top Independent Albums, 24e au Top R&B/Hip-Hop Albums et 111e au Billboard 200.

## Liste des titres
| No  | Titre                                                                     | Contient un (des) sample(s) de                  | Durée |
| --- | ------------------------------------------------------------------------- | ----------------------------------------------- | ----- |
| 1.  | Dramatic Entrance (Produit par J-Love)                                    |                                                 | 2:18  |
| 2.  | American Beauty (Produit par Cormega)                                     | I' Been Watching You du Southside Movement      | 2:03  |
| 3.  | Thun & Kicko (featuring Prodigy – Produit par Havoc)                      |                                                 | 3:56  |
| 4.  | The Saga (Produit par Big Ty)                                             |                                                 | 4:00  |
| 5.  | R U My Nigga? (Produit par Jae Supreme)                                   | Night Moves de Frank McDonald et Chris Rae      | 3:18  |
| 6.  | Unforgiven (Produit par Spank Brother)                                    | Fourth Movement: Passacaglia de Yusef Lateef    | 2:06  |
| 7.  | Fallen Soldiers (Produit par J-Love)                                      | Beggar's Song de Wet Willie                     | 3:39  |
| 8.  | Glory Days (Produit par Jae Supreme)                                      | Each Day I Cry a Little d'Eddie Kendricks       | 3:22  |
| 9.  | Rap's a Hustle (Produit par Ayatollah)                                    | I Choose You de Willie Hutch                    | 3:38  |
| 10. | Get Out My Way (Produit par Sha Money XL)                                 |                                                 | 4:29  |
| 11. | You Don't Want It (Produit par Godfather Don)                             | Alone in the Ring de Bill Conti                 | 2:56  |
| 12. | 5 for 40 (Produit par Cormega)                                            |                                                 | 0:47  |
| 13. | They Forced My Hand (featuring Tragedy Khadafi – Produit par Spunk Bigga) | Signal Your Intention d'Hodges, James and Smith | 4:13  |
| 14. | Fallen Soldiers (Remix) (Produit par The Alchemist)                       | Time de Morning, Noon & Night                   | 8:58  |